# Ischyra zonata
Ischyra zonata är en insektsart som beskrevs av Giglio-tos 1898. Ischyra zonata ingår i släktet Ischyra och familjen vårtbitare. Inga underarter finns listade i Catalogue of Life.